# Artie Shaw

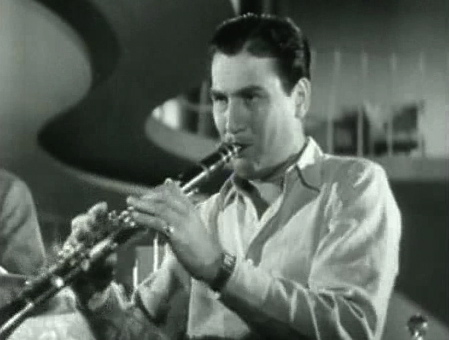
Artie Shaw

Artie Shaw, eg. Arthur Jacob Arshawsky, född 23 maj 1910 i New York, New York, död 30 december 2004 i Thousand Oaks, Kalifornien, var en amerikansk jazzklarinettist, orkesterledare, kompositör och författare.

## Biografi
Artie Shaw föddes i New York men växte upp i New Haven i Connecticut, där han som 15-åring lärde sig att spela saxofon. Vid 16 års ålder började han turnera med en orkester. Han återvände emellertid till New York och spelade vid olika konserter. Han blev Benny Goodmans jazzrival. Under swingeran var hans orkester mycket populär med bland annat Begin the Beguine, Stardust, Rosalie, Oh Lady Be Good, Dancin' in the Dark och Frenesi.
Under andra världskriget tog han värvning i amerikanska marinen tillsammans med hela sin orkester och turnerade med den mellan olika amerikanska förläggningsplatser i Stilla Havsområdet och framträdde för soldaterna på samma sätt som Glenn Miller gjorde på den europeiska krigsskådeplatsen. Efter 18 månader blev han hemskickad på grund av psykisk utmattning.
Shaw var gift åtta gånger med bland andra Lana Turner, Ava Gardner och den populäre kompositören Jerome Kerns dotter Betty Kern. Sin sista hustru, skådespelaren Evelyn Keyes, var han gift med mellan 1957 och 1985.
År 1955 lade Shaw klarinetten på hyllan och ägnade resten av sitt liv åt halvt självbiografiskt romanförfattande.